# صبحي عطري
صبحي عطري (1397- 1446 هـ / 1977- 2025 م)، هو إعلامي وصَحَفي ومقدِّم برامج سوري، اشتَهَر بتقديم البرامج الفنية والترفيهية في العالم العربي، ولا سيَّما في قنوات إم بي سي وروتانا خليجية. قدَّم برامجَ مثل "تريندنغ" و"يا هلا"، وأجرى مقابلات مع العديد من النجوم العرب والعالميين، وشارك في متابعة فعاليات كبرى مثل "جوائز جوي" و"مهرجان البحر الأحمر السينمائي".

## سيرته
وُلد صبحي عطري في مدينة حلب، يوم الأربعاء 20 رجب 1397هـ الموافق 6 يوليو 1977م. حصل على (بكالوريوس) في الأعمال الإدارية من جامعة حلب، ثم تابع دراسته في مجال الإعلام، فنال شهادات في تقنيات العمل الإعلامي والتلفزي، وإعداد البرامج وتقديم الأخبار والبرامج الحوارية.
بدأ مسيرته المهنية عام 2007 في قناة روتانا خليجية، متخصِّصًا في الإعلام الفني والترفيهي. عمل مقدِّمًا للنشرة الفنية الأسبوعية في برنامج "سيدتي"، ومعدًّا لبرنامج "Fashion Time". ثم عمل في قنوات أخرى مثل LBC، DMTV، المؤسسة اللبنانية للإرسال (LBCI).
انضم إلى مجموعة إم بي سي (MBC) عام 2014 واستمرَّ إلى 2023، قدم فيها برنامج "تريندنغ"، وكان مراسلًا لبرنامج "ET بالعربي". طَوالَ مسيرته، قدَّم أكثر من 2500 ساعة تلفزية، وأجرى قرابة ثلاثة آلاف مقابلة مع نجوم عرب وعالميين. وشارك في تقديم فعاليات كبرى مثل "جوائز جوي" و"مهرجان البحر الأحمر السينمائي". في يناير 2025، أعلن خوضَه أولى تجاربه التمثيلية في مسلسل "حبق"، حين أدَّى دور الإعلامي "زياد سيف"، إلى جانب ممثلين سوريين بارزين مثل كاريس بشار ومهيار خضور. عمل عطري أيضًا صحفيًّا وكاتبًا في مجلات مثل "إنفنتي" و"دبي"، وكان منسقًا إعلاميًّا لتقارير تلفزيون بي بي سي بريطانيا، إضافة إلى عمله معدًّا ومقدِّمًا في قناة الجزيرة.

## مؤلفاته
- "سفينة روح" صدر عام 2017.

## جوائزه
- حصل على جائزة أفضل مقدِّم برامج عربي من مهرجان الفضائيات العربية، عام 2018.

## وفاته
توفي صبحي عطري فجأة في يوم الأحد 22 شوال 1446هـ الموافق 20 أبريل 2025م، عن عمر 47 عامًا، ولم يعلم أحدٌ بوفاته إلا في 23 أبريل ممَّا أثار صدمة كبيرة في الأوساط الإعلامية والفنية. أعلن موقع "ET بالعربي"، الذي كان آخر محطَّاته المهنية، خبر وفاته، ناعيًا إياه بكلمات مؤثرة. لم يُكشف عن سبب الوفاة، لكنَّ الخبر أشعل مواقع التواصل الاجتماعي، حيث نعاه العديد من الفنانين والإعلاميين، مستذكرين إنجازاته وعَلاقاته الجيدة بالنجوم.

## وصلات خارجية
- الظهور الأخير لـ صبحي عطري قبل أيام من وفاته .. لحظات وتفاصيل خاصة كان كشفها لأول مرة
- صديقة مقربة من صبحي عطري توضح بشكل تفصيلي عن سبب وفاته
- صبحي عطري في مقابلة قبل وفاته بأيام قليلة، هذا ما قاله عن خلافه مع قيس الشيخ نجيب